# Synsepalum chimanimani
Synsepalum chimanimani — вид квіткових рослин родини сапотових (Sapotaceae).

## Поширення
Відомий лише з типового місцезнаходження — підніжжя гір Чиманімані та Магорогоро на кордоні Зімбабве та Мозамбіку.

## Опис
Чагарник заввишки до 4 м. Кора бура, дрібно ребриста; молоді гілки червонувато-бурі, оксамитові; при пошкодженні виділяється молочко. Листки скупчені біля кінців гілок, вузькі довгасто-еліптичні або обланцетовидні, розміром 12 × 3,5 см, без волосків; край цілий, хвилястий. Квітки поодинокі або невеликими гронами, пахвові, дрібні, білуваті. Плід одиночний, еліпсоїдний, завдовжки 1-1,5 см, загострений, м'ясистий, червоний, розміщений у збільшеній деревній чашечці.

## Екологія
Росте у волгому вічнозеленому лісі на висоті 300—560 м над рівнем моря. Цвіте у вересні-листопаді.